# Berberreligion
Berberreligion var den inhemska religionen inom berbernas kultur i Nordafrika. 
Antikens berber utövade förfädersdyrkan.
Det förekom även en förgudligad personkult av de berbiska härskarna. 
Berberna hade en egen specifik religion med egna berbiska gudar, men den är fragmentariskt känd. De influerades av de närliggande högkulturerna, Fornegypten, Kartago, grekerna i Kyrene och Romarriket, och antog antingen gudar från dessa kulturer, eller också tolkade antikens författare från dessa kulturer deras gudar som sina egna enligt principen med Interpretatio graeca. 
De egyptiska gudarna Amon och Amunet anges ha varit bland deras mest populära och mest dyrkade gudar, och det kan då handla om att berberna antingen faktiskt antog dyrkan av egyptiska gudar, eller att egyptiska författare helt enkelt tolkade berbiska gudar som påminde om Amon och Amunet som samma gudar. Under den romerska tiden noterade romarna berbernas gudar under romerska namn - något de hade för vana ifråga om alla folk - och uppgav att berberna främst dyrkade "Saturnus" och "Ops". 
Det är känt att berbernas främsta gudar var solen och månens gudomligheter: de hade flera gudar, men solen och månen var de enda gudar de offrade (djur) till, av vilka solen var den högsta. 
En del berber torde ha övergått till kristendomen under slutet av romartiden. Efter den muslimska erövringen av Nordafrika 697, började berberna gradvis övergå till Islam under 700-talet, men behöll mycket av sin egen kulturella särprägel.